# RN10 (Benin)
De RN10 of Route nationale 10 is een nationale weg in het noorden van het Afrikaanse land Benin. De weg loopt van Bessassi naar Segbana. In Tanguiéta sluit de weg aan op de RNIE7 naar Kandi en Bin Yauri.
De RN10 is ongeveer 90 kilometer lang en loopt door de departementen Borgou en Alibori. 